# Bărzija (distrikt)
Bărzija (bulgariska: Бързия) är ett distrikt i Bulgarien.   Det ligger i kommunen Obsjtina Berkovitsa och regionen Montana, i den västra delen av landet, 60 km norr om huvudstaden Sofia.